# 军门 (星官)
军门是中国古代星官之一，属于二十八宿中的轸宿。《晋书·天文上》：“土司空北二星曰军门，主营候彪尾威旗。”《丹元子步天歌》：“軍門兩黃近翼是”。军门含有两颗恒星。清钦天监所编《仪象考成》及《仪象考成续编》未收录此星官，军门所含恒星的精确位置未知。